# 바이칼-아무르 철도
바이칼-아무르 철도(~鐵道, Байкало-Амурская магистраль, 영어: Baikal–Amur Mainline)는 러시아 동부 시베리아 지방의 철도 노선이다. 시베리아 철도의 분기점이다 이르쿠츠크주 타이셰트에서 바이칼 호수의 북쪽 해안을지나 동해 연안의 소베츠카야가반에 이르는 약 4,324km를 맺는다. 시베리아 철도보다 600km에서 700km 북쪽을 병행하는 루트를 진행하는 제2 시베리아 철도라고도 불린다.

## 역사
1880년대에 시베리아 철도가 계획되었을 때 바이칼 호수의 북쪽을 지나는 현재의 바이칼-아무르 철도에 가까운 루트도 후보에 올랐지 만 이때 결국 후보에서 제외하고있다.
바이칼-아무르 철도의 계획은 만주사변이 일어난 이듬해 인 1932년에는 소련에 의해 극동 방위에 대비 목적으로 이미 세워져 있으며, 심지어는 동서 양쪽에서 건설이 시작되었다. 그러나 제2차 세계 대전의 독소전(獨蘇戰)이 발발하면 건설이 일시 동결되어 전국(戰局)이 소련 우위에 돌아 섰다 곳에, 일본과의 전쟁에 대비하기 위해 건설을 재개되었다. 대일 참전 직전이되는 1945년 7월말에는 동부 콤소몰스크나아무레에서 바니노항구까지 일부 구간에서 운행을 시작했다. 서부 구간에서도 1947년에는 타이셰트 ~ 브라츠크 사이의 수송을 시작하고있다. 또한 건설은 시베리아 억류에서 포로가 된 많은 일본인도 동원 된 희생자도 많았다.
그러나 이오시프 스탈린이 1953년 사망 할 때 건설 공사는 중단 된. 건설이 재개되는 것은 중소 분쟁(中蘇紛爭)하여 극동의 군사 강화가 다시 필요로 간주되게되었다 1960년대 후반의 일이었다. 특히 중국 국경 근처 시베리아 철도의 대체 노선으로 전략적으로 중시되었다.
전 구간이 개통 된 것은 경제가 침체하고 있던 1984년 9월의 일 이었지만, 서방권은 행사에 초대되지 않았다. 그 후에도 바이칼-아무르 철도 중 일반 여객・화물 용으로 제공되는 것은 전선의 3분의 1정도이며, 나머지는 군사에 사용되었다. 소련이 붕괴하고 러시아 등 독립국가연합(CIS)이 출범 한 후 지금까지 군사 노선임을 이유로 외국인의 승차 금지가 해제되었다.
바이칼-아무르 철도 건설시 노동 조건은 나쁘지 현장에 물이없는 등의 실수도 많았다. 건설 작업에 60개 이상의 집락 수 있었지만 완성 된 후에는 대부분이 포기되고있다. 현재도 선형 개량이 진행되고 있으며, 2001년에는 부랴 트 공화국 북부 구간에 길이 15.3km의 세베로무이스키 터널이 개통하여 2003년에 열차가 달리게되었다. 지금까지의이 구간은 터널 완성까지의 임시 경로이며, 거리가 길어 눈사태가 많은 데다 경사를 중련 운전 넘는 험한 곳이었다. 2012년 12월 25일에는 바니노 항구 근처에 노보쿠즈네츠키 터널이 개통되었다.

## 같이 보기
- 시베리아 횡단 철도
- 바니노-홀름스크 철도연락선